# Fajã do Negro
Esta é possivelmente uma das mais pequenas e menos conhecidas fajãs da ilha de São Jorge. Localiza-se na freguesia das Manadas, Concelho de Velas, costa Sul. Fica entre o Porto das Manadas e a fajã das Almas.
Os acessos são dois e bastante difíceis. Um é feito por um atalho que desce pelas terras e depois pelo calhau, o outro só pode ser de barco!
Actualmente esta fajã é procurada para a pesca e para a apanha de lapa, que são abundantes na Baía do Negro.
A origem do estranho nome desta fajã: "Negro" provém do facto de nela ter habitado um negro que para ali foi exilado há muitos séculos.
Existe aqui um sítio a que chamam "As Casinhas", onde provavelmente terá existido casas.
As culturas ali feitas eram a vinha de verdelho, a bananeira, a figueira, a laranjeira e a figueira do Inferno cujo fruto é usado desde sempre para fazer xarope para a tosse.
Hoje apenas existem algumas figueiras por entre as pedras do calhau. A vinha que foi a principal cultura desta fajã, obrigava a que as uvas fossem transportadas em cestos, pelo calhau, para a fajã das Almas, onde se fazia o vinho.
Nesta fajã desaguam a Ribeira do Jogo e a Ribeira do Guadalupe, que só correm quando chove muito nas serras a montante.
Casinhas, Enchoveira (por é um bom pesqueiro de anchova) e Ilhéu são nomes de lugares que ainda hoje são conhecidos como referência de pesqueiros. Os peixes mais apanhados foram desde sempre o sargo, a veja, a tainha, o carapau, a boga, a salema, a garoupa e a abrótea.
Foi Baía desta fajã que no dia 11 de Novembro do ano de 1945 encalhou um navio de reabastecimento da Marinha Real Britânica. O "ERISKAY".
A tripulação foi salva desembarcou por uma corda e foi acolhida nas casas da freguesia, tendo mais tarde sido recolhida por outro barco que a foi buscar.
O "ERISKAY" encalhado manteve-se durante muito tempo à superfície, tendo sido visitado pela população local. Muitas pessoas “salvaram”  cobertores, louça, ferro e madeiras deste barco.
Muitas tentativas foram feitas para desencalhar o barco, mas sem sucesso. O mau tempo veio e acabou por afundar o barco. Muitos anos depois ainda se podem encontrar restos deste navio no fundo da Baía do Negro.
Abril de 2013 - O mar revolveu o fundo pondo a descoberto e espalhados pelo fundo, os destroços do barco. JP

## Cronologia
1. 1945 - (11 de Novembro) naufrágio por encalhamento na baía da Fajã do Negro, ilha de São Jorge, de um navio de reabastecimento da Marinha Real Britânica, denominado "Irisky".